# Крячко, Валентин Николаевич
Валентин Николаевич Крячко (укр. Валентин Миколайович Крячко; 27 января 1958, Комсомольское, Змиёвский район, Харьковская область, Украинская ССР, СССР) — советский, украинский футболист и тренер, чемпион мира среди молодёжи (1977), мастер спорта СССР международного класса (1977).

## Футбольная биография

### Карьера игрока
Футболом Валентин начал заниматься в родном посёлке Слобожанское. Позже попал в первый набор харьковского спортинтерната, где его тренером стал Николай Михайлович Кольцов.
В 1974 году, ещё будучи учеником 9 класса, дебютировал в составе дублёров харьковского «Металлиста», а 9 августа 1975 года, в матче команд первой лиги «Динамо» (Минск) — «Металлист» впервые вышел на поле в составе главной команды Харькова. В том же году уехал учиться в киевский спортинтернат к тренеру В. Киянченко.
Вскоре Крячко получает приглашение в юношескую сборную СССР, где выступал как за команду своих сверстников, ребят 1958 года рождения, так и за сборную старшего возраста. В 1976 году Валентин становится победителем неофициального чемпионата Европы среди юниоров, который проходил в Венгрии. Ещё через год состоялся молодёжный чемпионат мира, проходивший в Тунисе, где Крячко со сборной СССР вновь становится триумфатором.
Игра молодого центрального защитника привлекла внимание многих футбольных тренеров, Валентину предлагали продолжить карьеру в московском «Локомотиве», дважды получал приглашение от киевского «Динамо». Но на переход в более именитые команды защитник не решился, отдав предпочтение Харькову. С 1975 года играл за «Металлист», с которым в 1981 году завоевал путёвку в высшую лигу.
Сезон 1982 года провёл в составе киевского СКА, куда был направлен на воинскую службу. В 1983 году вернулся в «Металлист», за который сыграл три матча и был до конца года переведён в другую харьковскую команду — «Маяк», после чего вновь вернулся в состав главной команды города.
В 1986 году врачи обнаружили у Валентина нарушение сердечной деятельности — аритмию, после чего 28-летний футболист был вынужден оставить игровую карьеру, перейдя на тренерскую работу. Позже несколько раз возобновлял игровую карьеру. В начале и конце 1990-х годов выступал за профессиональный клуб из Белгорода.

### Карьера тренера
С 1986 по 1993 год тренировал детей в ДЮСШ «Металлист». В начале девяностых годов совмещал тренерскую работу в спортшколе с игровой карьерой в клубе «Ритм» (Белгород).
В 1994 году был ассистентом у тренировавшего «Металлист» Александра Довбия а после его отставки и назначения главным тренером Виктора Камарзаева, в матчах чемпионата против киевского «Динамо» и донецкого «Шахтёра» выходил на поле в качестве действующего футболиста. В конце 1994 года уехал работать помощником Леонида Ткаченко в клуб высшей лиги «Темп» (Шепетовка), который вскоре из-за отсутствия финансирования прекратил своё существование. С августа по ноябрь 1995 года возглавлял созданный на «осколках» предыдущего клуба «Темп-АДВИС», но вскоре и этот клуб ждала участь его предшественника.
В 1997—1998 годах Крячко вновь выходил на футбольное поле в статусе футболиста, играя за российскую команду «Салют-ЮКОС» Белгород.
В 1998 году стоял у истоков создания харьковской футбольной команды «Арсенал», главным тренером которой был до 2001 года, после чего вернулся в «Металлист», где с июля 2001 года был ассистентом у Михаила Фоменко. В ноябре 2002 года был назначен главным тренером харьковской команды, проработав на этой должности до мая 2003 года.
С 2003 по апрель 2004 года тренировал ещё один харьковский клуб — «Гелиос».
Работал в фирме «Калина-Харьков», где создал футбольную команду, выступавшую на первенство города. Играл за ветеранские команды Харькова.
Позже — начальник отдела по делам семьи, молодёжи и спорта Харьковской райгосадминистрации.

## Образование
- Харьковский Государственный педагогический институт

## Достижения
- Чемпион мира среди молодёжи: (1977)
- Чемпион Европы среди юниоров: (1976)
- Победитель первой лиги СССР: (1981)
- Победитель второй лиги СССР: (1978)
- Чемпион УССР среди юношей: (1974)
- Победитель турнира ЦК ВЛКСМ «Кубок юности»: (1974)
- Победитель XIV Спартакиады народов СССР среди школьников: (1976)